# Matt Cameron
Matthew David Cameron, detto Matt (San Diego, 28 novembre 1962), è un batterista statunitense.
È noto per essere stato il batterista dei Soundgarden e dei Pearl Jam.
Nel 1998, dopo lo scioglimento dei Soundgarden, entra a far parte dei Pearl Jam in sostituzione di Jack Irons, esordendo nell'album live Live on Two Legs. Nel gruppo riveste occasionalmente anche il ruolo di autore di musiche e testi.
Parallelamente, da allora, suona anche nei Wellwater Conspiracy, progetto tuttora in attività.
Nel corso della sua carriera, ha fatto anche parte dei Temple of the Dog, gruppo tributo all'ex cantante dei Mother Love Bone Andy Wood, insieme al cantante dei Soundgarden Chris Cornell, ai membri dei Pearl Jam Gossard e Ament, che furono membri dei Mother Love Bone, nonché McCready e Eddie Vedder. Il gruppo pubblica un unico album omonimo nel 1991.
Nel 2000 suona la batteria sull'album solista del bassista e cantante dei Rush Geddy Lee, My Favorite Headache.
Nel 2010 partecipa alla reunion dei Soundgarden, coi quali, nel 2011, pubblica l'album live Live on I-5, le cui registrazioni sono state effettuate nel 1996 durante il tour promozionale di Down on the Upside, ultimo disco di inediti della band. L'anno successivo, 2012, con i Soundgarden pubblica King Animal, primo album di inediti dopo 16 anni di pausa e intraprende il relativo tour mondiale.

## Strumentazione
Cameron utilizza batterie Yamaha, piatti Zildjian, pelli Remo e bacchette Vic Firth "Cameron Signature".